# Harry Swinney
Harry Leonard Swinney (Opelousas, 10 de abril de 1939) é um físico estadunidense. É conhecido por seu trabalho sobre sistemas dinâmicos.